# Sprengzünder
Sprengzünder sind Gegenstände, die geeignet sind, Sprengstoffe zur Detonation zu bringen.

## Geschichte
Früher wurden Sprengkapseln, also Kapseln, die einen Initialsprengstoff (meist Bleiazid) und eine Sekundärladung (meist aus Tetryl oder PETN) besitzen, mit einer Anwürgezange auf einen Brennmomentzünder, also einen durch eine elektrische Glühbrücke zündbaren pyrotechnischen Satz, angewürgt, um so einen Sprengzünder zu erhalten.

## Typen
Sprengzünder unterscheidet man in der gewerblichen Sprengtechnik nach deren Auslösungsverfahren:
- elektrische Sprengzünder
- elektronische Sprengzünder
- nicht elektrische Sprengzünder
  - Zündschlauchsysteme
  - Zündung mittels Sicherheitsanzündschnur

Sprengzünder für gewerbliche Sprengarbeiten unterliegen einer Baumusterprüfung durch die BAM. Im Wesentlichen bestehen diese Sprengzünder über Energieimpulszuleitung (elektrisch oder thermisch), Energieimpulsumsetzung und Energieimpulsfortleitung.

### Elektrische Sprengzünder

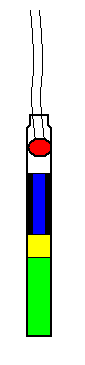
Skizze eines elektrischen Zünders mit Glühbrücke (rot), pyrotechnischem Verzögerungssatz (blau), Primärladung (gelb) und Sekundärladung (grün)

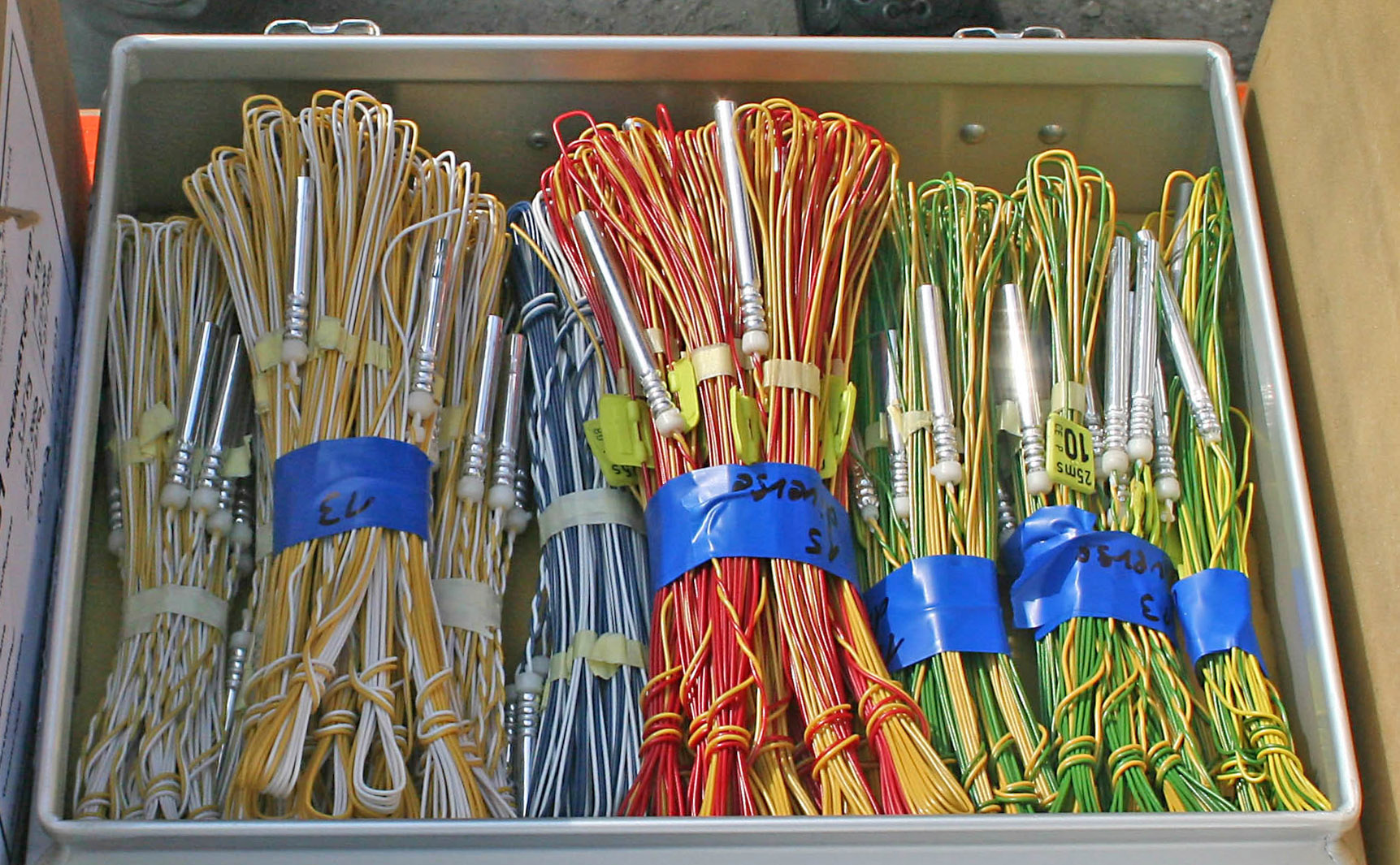
Zünderkiste mit Sprengzündern verschiedener Empfindlichkeit und Zeitstufen

Elektrische Sprengzünder besitzen folgende Einzelteile:
- elektrische Glühbrücke mit pyrotechnischem Satz, sogenanntem Brennmomentzünder, auch Brückenzünder
- pyrotechnischer Verzögerungssatz (nur in Zeitzündern)
- Initialladung oder Primärladung (meist 0,3 g Bleiazid)
- Sekundärladung (meist 0,8 g Tetryl oder PETN)

Bei der Zündung eines elektrischen Zünders fließt ein Strom durch dessen Glühbrücke, der so groß ist, dass die Glühbrücke aufgrund ihres elektrischen Widerstands schließlich zu glühen beginnt. Durch diese Wärmeentwicklung wird ein pyrotechnischer Satz gezündet, der eine Flamme erzeugt. Dieser initiiert in Zeitzündern den pyrotechnischen Verzögerungssatz, der wiederum eine genau definierte Zeit benötigt, um abzubrennen. Am Ende des Verzögerungssatzes wird dann die Initialladung zur Zündung gebracht, die dann die dahinter befindliche Sekundärladung zündet. Erst diese Sekundärladung hat genügend Sprengenergie, um sogenannte kapselempfindliche Sprengstoffe zur Detonation zu bringen. Einige Sprengstoffe, z. B. Emulsionssprengstoffe oder pulverförmige Sprengstoffe, benötigen zusätzliche Verstärkerladungen (auch Booster genannt), z. B. aus einer Sprengschnur, um zu detonieren. In Momentzündern wird durch den Brennmomentzünder die Initialladung direkt (ohne Verzögerung) zur Zündung gebracht.
Je nach pyrotechnischem Verzögerungssatz unterscheidet man weiter:
- Momentzünder: ohne Verzögerungssatz (Kennfarbe eines der beiden Kabel: weiß)
- Kurzzeitzünder: Verzögerungssatz mit Verzögerungsintervall von weniger als 100 ms, meist 25 ms (Kennfarbe: grün)
- Langzeitzünder: Verzögerungssatz mit Verzögerungsintervall von mehr als 100 ms, meist 250 ms (Kennfarbe: rot)

Die einzelnen elektrischen Sprengzünder haben auch noch unterschiedliche Zeitstufen, um z. B. bei Gebäudesprengungen definierte Zusammenbrüche gewährleisten zu können. So löst beispielsweise ein Kurzzeitzünder (25 ms) der Zeitstufe 10 nach eben 10 · 25 ms = 250 ms nach dessen Zündung die Detonation aus, also ebenso schnell wie ein Langzeitzünder (250 ms) der Zeitstufe 1. Die Zünder werden meist als Satz mit den Zeitstufen 1 bis 20 verkauft.
Zudem sind die elektrischen Eigenschaften der Glühbrücke entscheidend für eine Unterscheidung hinsichtlich der Empfindlichkeit:
- A-Zünder (Zünderklasse 1): sind in der Sprengtechnik verboten, benötigen einen Ansprechstromimpuls von mindestens 3,0 mJ/Ω[1] und werden nur noch in der Pyrotechnik verwendet.
- U-Zünder (unempfindlich, Zünderklasse 2): werden für die meisten Arbeiten eingesetzt (Kennfarbe: gelb).
- HU-Zünder (hochunempfindlich, Zünderklasse 4): werden für Arbeiten eingesetzt, bei denen Streuströme (z. B. von Hochspannungsleitungen oder in der Nähe von elektrifizierten Bahntrassen) zu befürchten sind, die eine vorzeitige Detonation der Zünder hervorrufen können und damit eine Gefährdung der Arbeiter einhergeht (Kennfarbe: blau).

HU-Zünder benötigen mit 2500 mJ/Ω im Gegensatz zu U-Zündern (16 mJ/Ω) einen höheren Ansprechstromimpuls. Die Kombination von HU- und U-Zündern ist nicht zulässig, da in einem solchen gemischten Zündkreis die HU-Zünder nicht auslösen würden ("Strommangelversager").
Der Vorteil elektrischer Sprengzünder liegt in der universellen Anwendbarkeit und der vergleichsweise günstigen Beschaffung. Der Nachteil ist, dass je nach verwendeter Zündmaschine die Anzahl der Zünder begrenzt ist. Dies liegt daran, dass jede Glühbrücke eine gewisse elektrische Energie zur Zündung benötigt, diese aber ab einem gewissen Widerstand des Zündkreises von der Zündmaschine eben nicht mehr geliefert werden kann, bzw. dass diese elektrische Energie nicht in den Glühbrücken, sondern in den Zu- und Zündleitungen umgesetzt wird (sogenannte Strommangelversager).
Für seismische Untersuchungen gibt es spezielle seismische Sprengzünder, die eine sehr genaue Auslösezeit besitzen. Hier ist es von besonderer Wichtigkeit, genaue Zündreihenfolgen einzuhalten, um die seismischen Wellen und deren Ergebnisse richtig zu interpretieren.

### Elektronische Sprengzünder
Bei elektronischen Zündern hat jeder Sprengzünder einen kleinen Mikrochip und einen Kondensator. Der Chip kann über ein Programmiergerät programmiert werden, wodurch Verzögerungszeiten individuell angepasst werden können. Bei der Zündung wird durch ein zweites Gerät der komplette Zündkreis mit Strom versorgt, der die Kondensatoren der einzelnen Zünder lädt. Nach der vorher programmierten Zeit gibt der Mikrochip die Ladung des Kondensators an die Glühbrücke weiter, wodurch es dann zur Detonation des Zünders kommt.
Ein Nachteil der elektronischen Zündsysteme sind der hohe Anschaffungspreis und der, durch Programmier- und Zündgeräte, hohe technische Aufwand. Die Vorteile sind jedoch die sehr fein justierbaren Zündreihenfolgen und die große Anzahl an Zündern, die gezündet werden können. Durch eine millisekundengenaue Festlegung der Zündstufen wird in Steinbrüchen eine Verbesserung der Sprengergebnisse (kleinstückigeres Haufwerk) erzielt. Damit werden auch Folgekosten für die Beseitigung von Knäppern reduziert.

### Zündschlauchsysteme
Eine häufig verwendete Methode zum Zünden von Sprengladungen sind die Zündschlauchsysteme. Zündschläuche sind Kunststoffschläuche, die innen mit einer dünnen Schicht aus Sprengstoff beschichtet sind, welche die Detonation sicher weiterleitet. Am vorderen Ende eines Zündschlauches, mit Längen zwischen 3 m und 60 m, sind meistens Klammern angebracht, in die zur Initiierung meist Sprengzünder, Sprengschnüre oder andere Zündschläuche eingeclipst werden können. Am hinteren Ende befindet sich dann entweder ein Verzögerungssatz, der selbst weitere Zündschläuche zünden kann, oder eine Sprengkapsel, die die eigentliche Sprengladung zündet. Zündschlauchsysteme werden bei Gebäudesprengungen eingesetzt, gerade wenn die Anzahl der zu zündenden Schlagpatronen die Leistungsfähigkeit der elektrischer Zündmaschinen übersteigt.

### Sprengkapsel und Sicherheitsanzündschnur
Eine nur noch gelegentlich verwendete Zündmethode ist jene mit Sprengkapsel und Sicherheitsanzündschnur. Dabei wird die Sprengkapsel mit einer Anwürgzange auf die Anzündschnur gewürgt. Der so erstellte Zünder kann dann an der Sprengladung angebracht und durch Anzünden der Anzündschnur gezündet werden. Die Herstellung dieser Zündervariante bedarf handwerklichen Geschicks, um keine Versager zu erzeugen.
Hauptsächliches Anwendungsgebiet ist beim Schneefeld- und Eissprengen, andere Nutzungen sind nach gesetzlichen Regelungen untersagt.